# Corinth (Grenada)
Corinth ist eine Siedlung bei Stetsenville im Südosten des Inselstaates Grenada in der Karibik.

## Geographie
Die Siedlung liegt im Parish Saint David, nur wenig ins Landesinnere zurückgesetzt oberhalb der Schlucht La Chaussée bei Stetsenville und nur wenige Meter nordöstlich von Syracuse an der Küstenstraße.
Vom Ortszentrum führen kleine Straßen ins Inselinnere nach Mon Repos (Petit Etang), im Osten schließen sich Maulti und Content an.